# El Provencio
El Provencio – gmina w Hiszpanii, w prowincji Cuenca, w Kastylii-La Mancha, o powierzchni 101,15 km². W 2011 roku gmina liczyła 2683 mieszkańców.